# Деканат (католицизм)
Декана́т (лат. decanatus) — в Католической церкви и англиканстве административный округ в составе епархии, объединяет несколько рядом расположенных приходов. В Русской православной церкви аналогом деканата является благочиние. В 1983 году в Кодексе канонического права Римско-католической церкви было предложено использовать вместо термина «деканат» термин «окружной викариат», однако на практике название «деканат» продолжает использоваться и остаётся более распространённым. Существование деканатов в епархии не является обязательным. Возглавляют деканаты деканы (окружные викарии).